# ZTE KK
El ZTE KK, más conocido como Zalakerámia-ZTE KK por motivos de patrocinio, es un equipo de baloncesto húngaro con sede en la ciudad de Zalaegerszeg, que compite en la A Division, la máxima competición de su país. Disputa sus partidos en el Városi Sportcsarnok, con capacidad para 2,800 espectadores.

## Historia
Fundado en 1979, el club es parte de la asociación deportiva ZTE, creada en 1920. El club posee 4 ligas (1988, 1990, 1992 y 2010) y 4 copas (1988, 1992, 1996 y 2010).
Debutaron en la 1.ª División Húngara en la temporada 1979-1980, terminando terceros en la temporada 1983-1984 y quedando subcampeones de la 1.ª División Húngara en la temporada 1985-1986, siendo derrotados por el todopoderoso Budapesti Honvéd SE.
Hicieron historia en la temporada 1987-1988, ya que lograron un doblete, consiguiendo su 1.ª liga y su 1.ª copa. Dos años más tarde, en la temporada 1989-1990, ganaron la liga por 2.ª vez en su historia y en la temporada 1991-1992, volvieron hacer doblete, conquistando su 3.ª liga y su 2.ª copa respectivamente.
En 1996, se proclamaron campeones de copa por 3.ª vez en su historia y en 2010, tras 14 años de la obtención de su último título, hicieron el 3º doblete de su historia, ganando su 4.ª liga y su 4.ª copa. En la temporada 2011-2012, el club quedó en la última posición de la tabla con tan sólo 1 victoria, pero no descendieron por los problemas económicos que tenía el equipo que había ascendido.
Disputaron en 10 ocasiones la Copa Korać (1983, 1985, 1987, 1990, 1992, 1994, 1995, 1996, 1997 y 1999), aunque lo máximo a lo que llegaron fue la fase de grupos, y en 3 ocasiones la Copa de Europa (1989, 1991 y 1993), no consiguiendo pasar de 2ª ronda.

## Nombres
| Denominación       | Período       |
| ------------------ | ------------- |
| Zalaegerszegi TE   | 1979-1989     |
| ZTE-Heraklith      | 1989-1993     |
| ZTE-Goldsun        | 1993-1996     |
| ZTE                | 1996-1997     |
| ZTE KK             | 1997-1999     |
| Flextronics-ZTE KK | 1999-2001     |
| ZTE KK             | 2001-2002     |
| Zalahús-ZTE KK     | 2002-2005     |
| ZTE KK             | 2005-2006     |
| Zalakerámia-ZTE KK | 2006–presente |

## Registro por temporadas
| Temporada | Competición Doméstica | Competición Doméstica | Competición Doméstica | Competición Doméstica | Copa Húngara     | Competición Europea |
| Temporada | División              | Liga                  | Posición              | Play-Offs             | Copa Húngara     | Competición Europea |
| --------- | --------------------- | --------------------- | --------------------- | --------------------- | ---------------- | ------------------- |
| 2000–01   | 1ª                    | A Division            | 7º                    | Cuartos de Final      | –                | –                   |
| 2001–02   | 1ª                    | A Division            | 9º                    | –                     | –                | –                   |
| 2002–03   | 1ª                    | A Division            | 3º                    | Cuartos de Final      | –                | –                   |
| 2003–04   | 1ª                    | A Division            | 9º                    | –                     | –                | –                   |
| 2004–05   | 1ª                    | A Division            | 10º                   | –                     | –                | –                   |
| 2005–06   | 1ª                    | A Division            | 13º                   | –                     | –                | –                   |
| 2006–07   | 1ª                    | A Division            | 7º                    | Cuartos de Final      | –                | –                   |
| 2007–08   | 1ª                    | A Division            | 11º                   | –                     | –                | –                   |
| 2008–09   | 1ª                    | A Division            | 4º                    | 3ª Plaza              | –                | –                   |
| 2009–10   | 1ª                    | A Division            | 1º                    | Campeones             | Campeones        | –                   |
| 2010–11   | 1ª                    | A Division            | 6º                    | Cuartos de Final      | –                | –                   |
| 2011–12   | 1ª                    | A Division            | 14º                   | –                     | –                | –                   |
| 2012–13   | 1ª                    | A Division            | 11º                   | –                     | –                | –                   |
| 2013–14   | 1ª                    | A Division            | 12º                   | –                     | –                | –                   |
| 2014–15   | 1ª                    | A Division            | 14º                   | –                     | –                | –                   |
| 2015–16   | 1ª                    | A Division            | 5º                    | Cuartos de Final      | Cuartos de Final | –                   |
| 2016–17   | 1ª                    | A Division            | 3º                    | 3ª Plaza              | Cuartos de Final | –                   |
| 2017–18   | 1ª                    | A Division            | 7º                    |                       | Cuartos de Final | –                   |

## ZTE KK en competiciones europeas
Copa Korać 1982-83
| 1ª Ronda | Galatasaray      | Zalaegerszegi TE | 101-87 | 100-74 |  |
| 2ª Ronda | Zalaegerszegi TE | CAI Zaragoza     | 81-72  | 109-83 |  |

Copa Korać 1984-85
| 1ª Ronda | Zalaegerszegi TE | Fenerbahçe | 84-78 | 74-55 |  |

Copa Korać 1986-87
| 2ª Ronda | Zalaegerszegi TE | Šibenka | 84-96 | 114-81 |  |

Copa de Europa de baloncesto 1988-89
| 1ª Ronda | Partizani Tirana | Zalaegerszegi TE | 101-90 | 86-79 |  |

Copa Korać 1989-90
| 1ª Ronda | Montpellier | ZTE-Heraklith | 131-96 | 91-96 |  |

Copa de Europa de baloncesto 1990-91
| 1ª Ronda | ZTE-Heraklith | Xion Dukes       | 107-76  | 91-98 |  |
| 2ª Ronda | ZTE-Heraklith | Scavolini Pesaro | 102-114 | 88-73 |  |

Copa Korać 1991-92
| 1ª Ronda | ZTE-Heraklith | Efes Pilsen | 73-112 | 99-88 |  |

Liga Europea de la FIBA 1992-93
| 1ª Ronda | ZTE-Heraklith | Budivelnyk | 79-86 | 99-75 |  |

Copa Korać 1993-94
| 2ª Ronda | ZTE-Goldsun | PSG Racing | 78-96 | 76-68 |  |

Copa Korać 1994-95
| Ronda Preliminar | Nová huť Ostrava | ZTE-Goldsun | 61-55 | 69-62 |  |
| 1ª Ronda         | ZTE-Goldsun      | ALBA Berlín | 60-76 | 79-59 |  |

Copa Korać 1995-96
| 1ª Ronda | ZTE-Goldsun | Maribor Ovni | 63-83 | 90-95 |  |

Copa Korać 1996-97
| 1ª Ronda       | ZTE     | KK Žito   | 98-75 | 69-71 |  |
| Fase de grupos | ZTE     | Aeroporti | 70-83 | 73-58 |  |
| Fase de grupos | ZTE     | Tofaş     | 66-89 | 97-50 |  |
| Fase de grupos | Spartak | ZTE       | 76-73 | 82-89 |  |

Copa Korać 1998-99
| 1ª Ronda | ZTE KK | Benetton Olympic | 79-86 | 88-70 |  |

## Palmarés

### Liga
- A Division

-   -  Campeones (4): 1988, 1990, 1992, 2010

-   - Subcampeones (4): 1986, 1991, 1994, 1995
  - Terceros (5): 1984, 1993, 1997, 2009, 2017

### Copa
- Copa Húngara

-   -  Campeones (4): 1988, 1992, 1996, 2010

-   - Subcampeones (1): 1984

## Jugadores destacados
| - Petar Aleksić - Doug Plumb - Joško Garma - Srđan Helbich - Ante Krapić - Ivica Radić - Teo Šimović - Péter Ács - Gergely Baki - Tamás Bencze - Szilárd Benke - Bence Bödör - Csaba Bodrogi - Csaba Borszéki - Ervin Csaplár-Nagy - Zoltán Czinger - Bence Délity - Péter Doktor - Viktor Fekete - Gábor Földi - Gábor Fülöp - Dominik Gáll - Dávid Gáspár - Balázs Hoffmann - Ákos Horváth - Tamás Kámán | - Rafael Keresztes - Balázs Kerpel-Fronius - György Kinter - Raul Kis - Dániel Koma - Ádám Kovács - Mark Kovács - Martin Kovács - Viktor Kováts - József Lekli - Máté Mándity - Richárd Mészáros - Máté Mohácsi - Ákos Németh - Ádám Olasz - Péter Polster - Dávid Puszta - Balázs Simon - László Simon - Tamás Sipos - Zsolt Szabó - József Szájer - Ádám Tóth - Gergely Tóth - Péter Tóth - Zoltán Trepák | - János Velkey - Ádám Vertetics - Dávid Vojvoda - Adomas Drungilas - Zoran Nisavić - Marek Miszczuk - Robert Pacocha - Stefan Balmazović - Darko Cohadarević - Rade Džambić - Nemanja Ilić - Ivica Mavrenski - Vladimir Mišković - Djordje Pantelić - Vladimir Vladimir - Lubor Olsovsky - Samo Plevnik - Reggie Bassette - Gerald Boston - Cole Darling - Charles Edmonson - Branduinn Fullove - Darrin Govens - Justin Graham - Christopher Grimm - Nathan Healey | - Esian Henderson - Chris Hines - Louis Hinnant - Dorenzo Hudson - Maurice Jeffers - Michael Jones - Thomas Kelley - James Kinney - Maurice Latham - Chad McClendon - Devon Moore - Julian Norfleet - Darryl Parker - Bryquis Perine - Wayne Powell - Damon Reed - Ronald Rhea - Justin Safford - Haashim Simmons - Rayshawn Simmons - Vernon Teel - Kevin Thomas - Chad Timberlake - Deonta Vaughn - Mark Walters - Calvin Watson | - Lorenzo Williams - Donald Wilson - Kyle Wilson - Jerrell Wright - Sejo Bukva - Samir Mujanović - Marko Piplović - Dániel Tamir - Attila Vajda - Štefan Fekete - Branislav Dzunić - Jarrett Hart - Ryan De Michael - E.J. Kusnyer - Sherman Gay - Omar Krayem - Donald Copeland - Emmanuel Ubilla - Tim Whitworth |